# Ропча (Черновицкая область)
Ро́пча (укр. Ропча) — село в Сторожинецкой городской общине Черновицкого района Черновицкой области Украины.
Население по переписи 2001 года составляло 3324 человека. Почтовый индекс — 59032. Телефонный код — 3735. Код КОАТУУ — 7324588001.

## Историческая справка
Село расположено на живописных холмах и зелёных душистых лугах обоих берегов реки Сирет на расстоянии 7 км от города Сторожинец и 30 км от областного центра.
В селе были построены новая средняя школа, дом культуры, мост через речку Сирет.
Село разделено на двенадцать хуторов: Багна — І, Багна — ІІ, Левицкий, Думбрава, Глибочок, Прибан, Слобозия, Костина, Глиняк, Гумария, Сербин и Хулуб.
До 2020 года входило в Сторожинецкий район